# Isopogon attenuatus
Isopogon attenuatus (лат.) — кустарник, вид рода Изопогон (Isopogon) семейства Протейные (Proteaceae), эндемик юго-западного региона Западной Австралии. Кустарник с продолговатыми, лопатовидными или линейными листьями и шаровидными соцветиями жёлтых цветков.

## Ботаническое описание

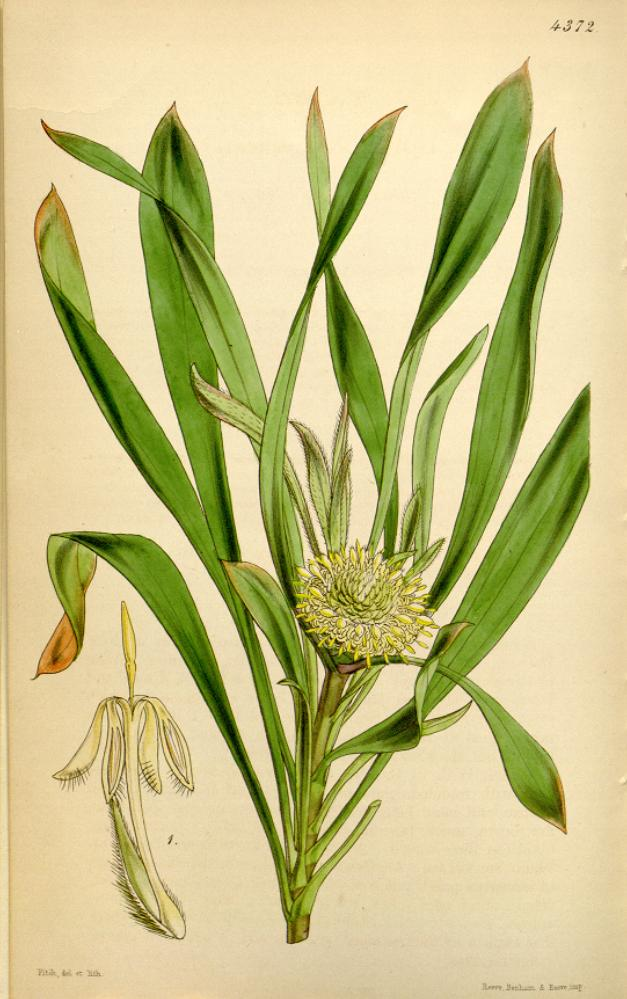
Isopogon attenuatus. Иллюстрация Уильяма Джексона Гукера (1848).

Isopogon attenuatus — кустарник высотой 0,2-2 м с гладкими коричневатыми веточками. Листья от продолговатых до лопаткообразных или линейные, длиной 80-240 мм и шириной 10-20 мм на черешке длиной около 50 мм. Цветки расположены в сидячих, более или менее сферических цветочных головках диаметром 40-50 мм. Оборачивающие соцветие прицветники имеют яйцевидную форму, цветки длиной 10-15 мм от кремово-жёлтого до бледно-жёлтого цвета. Цветение происходит с сентября по февраль, плоды представляют собой опушённые орехи, сросшиеся в сферическую плодовую головку диаметром около 25 мм.

## Таксономия
Впервые этот вид был описан в 1810 году Робертом Броуном в Transactions of the Linnean Society of London.

## Распространение и местообитание
I. attenuatus — эндемик Западной Австралии. Растёт в лесах с эвкалиптовым подлеском в виде разрозненной популяции от Перта до Албани и горы Манипикс на юго-западе Западной Австралии.

## Охранный статус
Вид классифицируется Департаментом парков и дикой природы правительства Западной Австралии как «не находящийся под угрозой исчезновения» .